# Trận tấn công đồn biên phòng Mohammad Ghat 2009
Vào Chủ Nhật, 11 tháng 1 năm 2009 quân đội Pakistan đã đẩy lui một cuộc tấn công của khoảng 600 phiến quân, phần lớn từ phía Afghanistan kéo qua, tại vùng Tây Bắc Pakistan. Phiến quân để lại chiến trường ít nhất 40 xác chết với một số lớn khác bị thương, theo một viên chức quân sự.

## Hoàn cảnh
Vùng rừng núi biên giới là khu vực hẻo lánh, vô luật pháp, và cũng là nơi được thành phần thân Taliban dùng làm bàn đạp tấn công vào lãnh thổ Afghanistan.
Pakistan đã bố trí hàng chục ngàn binh sĩ để canh phòng khu vực sinh sống của bộ tộc thiểu số, tuy nhiên các viên chức Tây phương và Afghanistan nói rằng điều này không ngăn cản được phiến quân. Một cuộc hành quân lớn săn lùng phiến quân tại Bajur ở về phía Bắc đã khiến cho phiến quân chạy dạt về Mohmand. Phiến quân thường xuyên tấn công thành phần bộ tộc thiểu số bị nghi ngờ là tiếp tay với nỗ lực bình định của chính phủ.

## Trận tấn công
Phiến quân khởi sự tấn công vào căn cứ biên phòng Mohammad Ghat của Pakistan, trong vùng Mohmand, nằm trong khu vực sát biên giới Afghanistan, vào lúc 2 giờ sáng với các loạt pháo kích bằng hỏa tiễn và súng cối, sau đó dùng súng cá nhân tấn công một tiền đồn ở gần căn cứ này. Có sáu binh sĩ chính phủ đã thiệt mạng và bảy người khác bị thương trong cuộc tấn công.
Đa số phiến quân tham dự trận đánh này đã từ lãnh thổ Afghanistan tiến sang và phối hợp với thành phần đồng minh ở Pakistan. Có ít nhất 40 phiến quân đã bị hạ sát. Phiến quân sau cùng đã bị đẩy lui, nhưng các cuộc giao tranh lẻ tẻ vẫn còn tiếp tục.

## Sự kiện liên quan
Cũng cùng ngày, thành phần tình nghi là Taliban đã bắt cóc năm người thuộc bộ tộc chống Taliban ở Bajur và cắt một tai của mỗi người, theo viên chức địa phương Israr Khan. Các thành viên bộ tộc cũng đã chặn đường tiếp vận cho quân đội NATO ở Chaman, nằm về phía Tây Nam Pakistan, bằng cách đốt vỏ xe và chặt cây cản đường. Họ cho hay làm như vậy để phản đối việc cảnh sát chống ma túy của Pakistan hạ sát một người thuộc bộ tộc. Phần lớn hàng hóa tiếp tế cho quân đội NATO ở Afghanistan đi ngang qua đèo Khyber nhưng vẫn có một số lượng nhỏ hơn đi qua ngả Chaman.